# Гней Папирий Елиан
Вижте пояснителната страница за други личности с името Гней Папирий Елиан.
Гней Папирий Елиан (на латински: Gnaeus Papirius Aelianus) e политик и сенатор на Римската империя през 2 век.

## Биография
Произлиза от фамилията Папирии. Вероятно е син на Гней Папирий Елиан Емилий Тускил (суфектконсул 135 г.).
От 129 до 131 г. той е легат на XIIII Близначен легион Martia Victrix в провинция Горна Панония. От 145 до 147 г. Папирий Елиан е управител на римската провинция Британия. През 157 г. той e суфектконсул заедно с Луций Росций Елиан.
Баща е на Гней Папирий Елиан (консул 184 г.).